# Кристаллер, Готлиб
Готлиб Кристаллер (нем. Johann Gottlieb Christaller; 19 ноября 1827, Винненден — 16 декабря 1895, Штутгарт) — немецкий миссионер, этнолингвист и переводчик.
В 1853—1868 проповедовал на Золотом берегу (ныне — Гана); много сделал для изучения западноафриканских языков и перевёл Библию на язык Чви (Tshi; Базель, 1871). Другие его труды: «A grammar of the Asante and Fante (Tshi) language» (1875); «3600 Tshi proverbs» (1879), «Tshi and English dictionary» (1881); «Uebungen in der Akra od. Ga-Sprache» (1890) и др.
Дед знаменитого немецкого ученого-географа Вальтера Кристаллера.